# Розе (атолл)
Атолл Розе (англ. Rose Atoll, иногда остров Розе, остров Роз) — необитаемый атолл, заповедник недалеко от островов Мануа. Является частью Американского Самоа. Древнее название — Моту-О-Ману (Motu O Manu).

## География

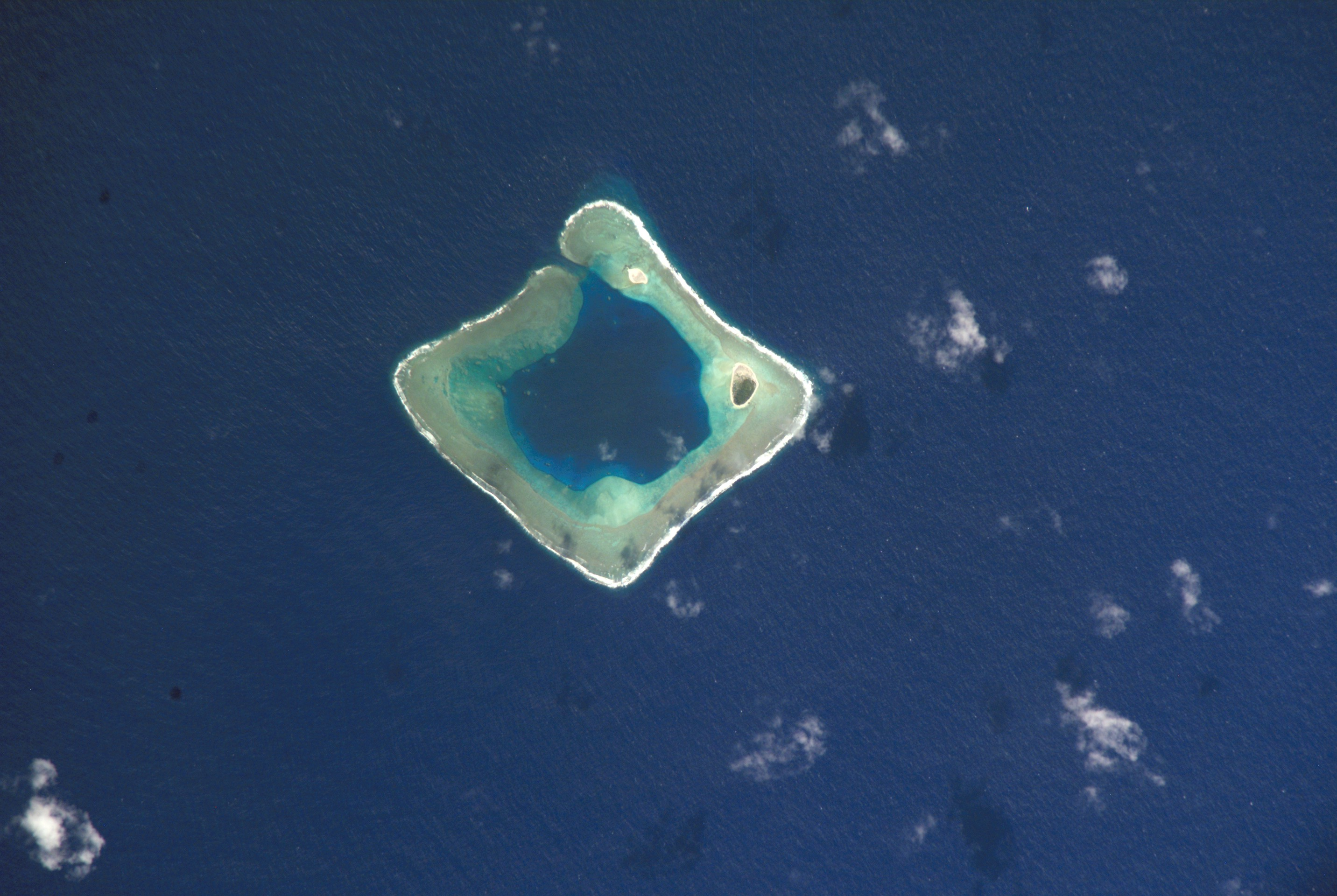
Космический снимок острова

Атолл Розе — самый восточный остров Американского Самоа. Расположен в 144 км к востоку от острова Тау и в 1615 км к югу от экватора.
Остров представляет собой кольцо морских отложений, поверхность которых имеет розовый окрас из-за кораллиновых водорослей литотамний.
Площадь суши атолла составляет 0,214 км². Общая площадь Розе, включая поверхность лагуны и рифа, составляет 5 км². Чуть западнее северной точки атолла расположен пролив шириной 40 м, соединяющий лагуны с водами Тихого океана. В северо-западной части рифа находятся два маленьких островка: остров Розе (высота 3,5 м) и остров Сэнд (высота 1,5 м).

## История
Атолл Розе был открыт 21 октября 1819 года французским путешественником Луи де Фрейсине (фр. Louis Claude Desaulces de Freycinet), назвавшим остров в честь своей жены, которая также принимала участие в его кругосветном путешествии. Однако мореплаватель на атолле не высадился.
В 1824 году об атолле сообщил русский путешественник Отто Евстафьевич Коцебу, который назвал его островом Кординкова. 23 сентября 1838 года мимо атолла Розе проплыл французский мореплаватель Дюмон-Дюрвиль. Первым человеком, чья высадка на остров была подтверждена документально, стал американский коммодор Чарльз Уилкс (это произошло 7 октября 1839 года).
В январе 1920 года на атолле Розе высадился губернатор Американского Самоа, который поставил на острове знак: «Остров Розе, Американское Самоа, нарушение права владения запрещено…».
14 февраля 1941 года американским президентом Франклином Рузвельтом атолл был объявлен районом военно-морской обороны.
С 1973 года является заповедником.

## Галерея

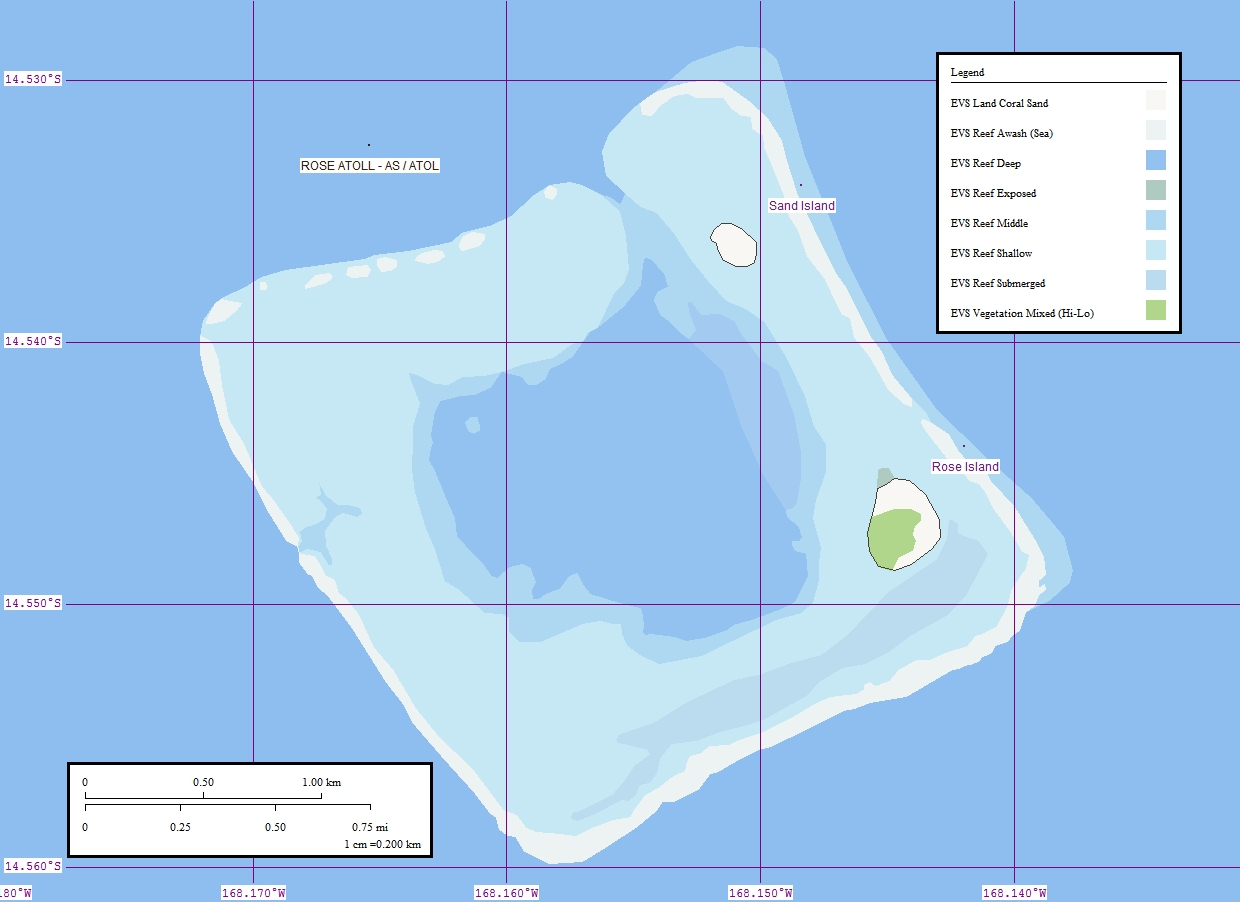
Карта атолла
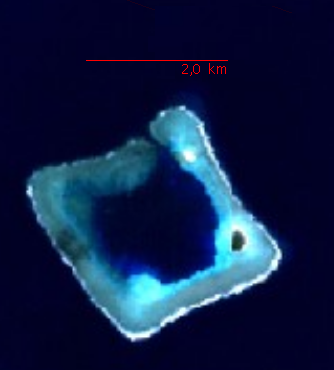
Космический снимок атолла Розе
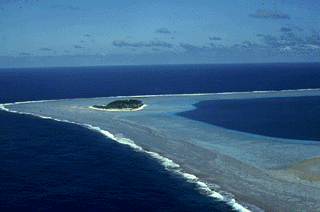
Вид с воздуха
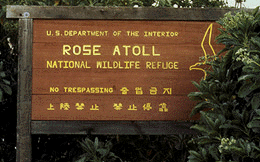
Табличка о заповеднике